# أليكس (لاعب مواليد 1982)
أليكس دا كوستا (بالبرتغالية: Alex Rodrigo Dias da Costa‏) من مواليد 17 يونيو 1982, لاعب كرة قدم برازيلي. اعتزل لعب كرة القدم في موسم 2016 بعدما لعب لعدة أندية منها نادي إيه سي ميلان الإيطالي وتشيلسي الإنجليزي و نادي آيندهوفن الهولندي.

## مسيرته الكروية
لعب أليكس خلال مسيرته الاحترافية مع 5 أندية في ستة عشر موسمًا وسجل خلالها 40 هدف ضمن 343 مباراة. حيث فاز في أربعة مواسم بالكأس وفي ثمانية مواسم بالدوري.
خاض أليكس مسيرته مع نادي سانتوس في موسم 2002 واستمر معه طيلة ثلاثة مواسم، مشاركًا في 57 مباراة سجل خلالها 12 هدفًا. ثم انتقل إلى نادي آيندهوفن في موسم 2004–05 واستمر معه طيلة ثلاثة مواسم، حيث شارك في 84 مباراة سجل خلالها 11 هدفًا. لينتقل بعدها إلى نادي تشيلسي في موسم 2007–08 ليلعب معه خمسة مواسم، مشاركًا في 86 مباراة سجل خلالها 7 أهداف. ثم انتقل إلى نادي باريس سان جيرمان في موسم 2011–12 واستمر معه طيلة ثلاثة مواسم، مشاركًا في 70 مباراة سجل خلالها 6 أهداف. هذا وانتقل لاحقًا إلى نادي إيه سي ميلان في موسم 2014–15 ولمدة موسمين، مشاركًا في 46 مباراة سجل خلالها 4 أهداف.

## وصلات خارجية
- أليكس رودريغو دياس دا كوستا على موقع الاتحاد الدولي (مؤرشف)  (الإنجليزية)
- أليكس رودريغو دياس دا كوستا على موقع الاتحاد الأوربي (الإنجليزية)
- أليكس رودريغو دياس دا كوستا على موقع رابطة كرة القدم الفرنسية للمحترفين (الإنجليزية)
- أليكس رودريغو دياس دا كوستا على موقع قاعدة بيانات كرة القدم.إي يو (الإنجليزية)
- أليكس رودريغو دياس دا كوستا على موقع ليكيب (الفرنسية)
- أليكس رودريغو دياس دا كوستا على موقع ناشيونال فوتبول تيمز (الإنجليزية)
- أليكس رودريغو دياس دا كوستا على موقع Soccerbase.com (لاعب) (الإنجليزية)
- أليكس رودريغو دياس دا كوستا على موقع Soccerway.com (الإنجليزية)
- أليكس رودريغو دياس دا كوستا على موقع عالم كرة القدم.نت (الإنجليزية)
- أليكس رودريغو دياس دا كوستا على موقع AS.com (الإسبانية)